# 1977 w Wojsku Polskim
Kalendarium Wojska Polskiego 1977 – wydarzenia w Wojsku Polskim w roku 1977.

## Luty
- została wyselekcjonowana grupa pięciu kandydatów na kosmonautów: mjr dypl. pil. Andrzej Bugała, mjr dypl. pil. Henryk Hałka, mjr dypl. pil. Mirosław Hermaszewski, ppłk dypl. pil. Zenon Jankowski i por. inż. pil. Tadeusz Kuziora[1]
- w Inspektoracie Szkolenia MON instruktorom 6 Pomorskiej Dywizji Powietrznodesantowej wręczono dyplomy uznania[2]

## Kwiecień
11 kwietnia
- w Londynie zmarł generał brygady pilot w stanie spoczynku inżynier Ludomił Antoni Rayski[2]

## Maj
16 maja
- w Pradze rozpoczęło się posiedzenia Rady Wojskowej Zjednoczonych Sił Zbrojnych Układu Warszawskiego[3]

## Czerwiec
15 czerwca
- odbyło się posiedzenie Sejmowej Komisji Obrony Narodowej[3]

## Lipiec
- na Bałtyku przeprowadzono ćwiczenia flot Zjednoczonych Sił Zbrojnych Układu Warszawskiego
- żołnierze Śląskiego Okręgu Wojskowego wzięli udział w akcji przeciwpowodziowej[3]

## Sierpień
- żołnierze Śląskiego Okręgu Wojskowego brali udział w akcji przeciwpowodziowej[3]

## Wrzesień
- odbyły się VII Centralne Zawody Użyteczno-Bojowe Wojsk Lotniczych Obrony Powietrznej[3][2]
- odbyły się IV Taktyczno-Bojowe Zawody Rozpoznania Powietrznego[3][2]

## Październik
Od października 1977 do czerwca 1978 mjr dypl. pil. Mirosław Hermaszewski i ppłk dypl. pil. Zenon Jankowski szkolili się w Centrum Przygotowań Kosmonautów im. Jurija Aleksiejewicza Gagarina w Gwiezdnym Miasteczku
10 października
- minister obrony narodowej wyróżnił 14 żołnierzy i jednego cywilnego pracownika wojska wpisem do „Honorowej Księgi Czynów Żołnierskich”
- w Wilczkowie, w wypadku drogowym zginął zastępca dowódcy Śląskiego Okręgu Wojskowego do spraw politycznych, generał brygady Marian Zieliński, a obrażeń ciała doznał dowódca okręgu, generał dywizji Henryk Rapacewicz

12 października
- minister obrony narodowej 8 grudnia 1976 zatwierdził i wprowadził do użytku w wojsku z dniem 12 października 1977:

„Regulamin służby wewnętrznej Sił Zbrojnych Polskiej Rzeczypospolitej Ludowej”, sygn. Szt. Gen. 791/76,
„Regulamin dyscyplinarny Sił Zbrojnych Polskiej Rzeczypospolitej Ludowej”, sygn. Szt. Gen. 792/76,
„Regulamin służby garnizonowej i wartowniczej Sił Zbrojnych Polskiej Rzeczypospolitej Ludowej”, sygn. Szt. Gen. 793/76,
„Regulamin musztry Sił Zbrojnych Polskiej Rzeczypospolitej Ludowej”, sygn. Szt. Gen. 566/76.
13 października
- generał dywizji Zbigniew Ohanowicz rozpoczął czasowo pełnić obowiązki dowódcy Śląskiego Okręgu Wojskowego
- odbyła się doroczna odprawa i szkolenie kierowniczej kadry SZ

## Listopad
26 listopada

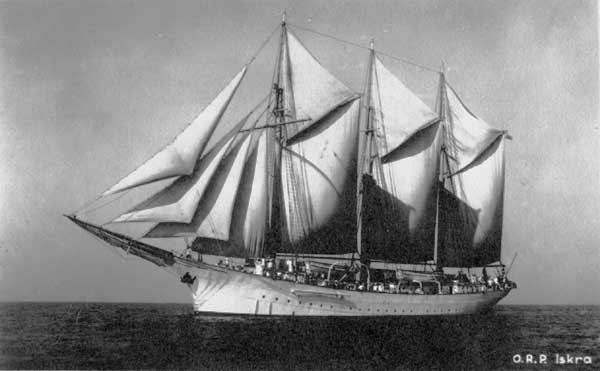
ORP „Iskra”

- opuszczono banderę na okręcie szkolnym ORP „Iskra”

## Grudzień
20 grudnia
- w Toronto zmarł komandor Witold Zajączkowski, ostatni dowódca Flotylli Rzecznej Marynarki Wojennej